# Moulins-Engilbert
Moulins-Engilbert este o comună în departamentul Nièvre din centrul Franței. În 2009 avea o populație de 1.658 de locuitori.

## Evoluția populației
| An        | 1975  | 1982  | 1990  | 1999  | 2006  | 2009  |
| --------- | ----- | ----- | ----- | ----- | ----- | ----- |
| Populație | 1.830 | 1.732 | 1.711 | 1.571 | 1.685 | 1.658 |